# Раювци
Раювци е село в Северна България. То се намира в община Елена, област Велико Търново.

## География
Село Раювци се намира в планински район, почти на брега на язовир „Йовковци“, в зона достъпна за риболов.

## Културни и природни забележителности
В селото се намира паметник на Вълчан Войвода, както и параклис Света Петка.
Счита се, че Вълчан войвода се мести да живее в селото, а целият си живот е посветил за благото на България и българският народ.

## Редовни събития
Всяка година на 27.08 се чества паметта на Вълчан Войвода и се организират тържества